# تاریخ طراحی

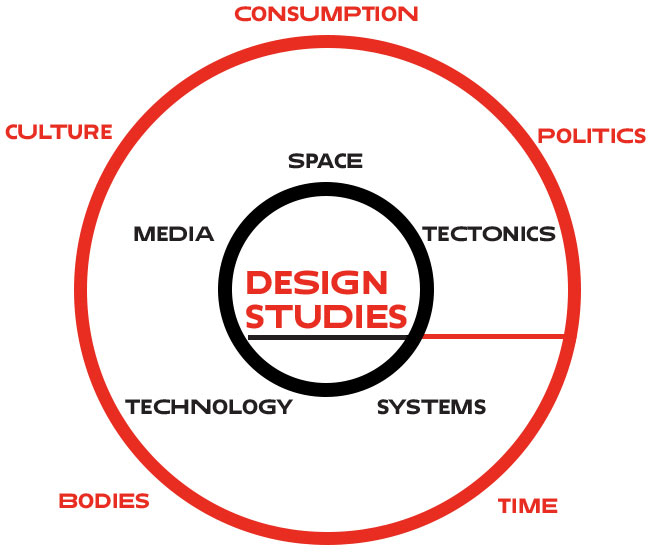
تاریخ طراحی

تاریخ طراحی (به انگلیسی: Design History) مطالعۀ اشیاء طراحی در زمینه‌های تاریخی و سبکی آن‌هاست. با یک تعریف گسترده، زمینه‌های تاریخ طراحی شامل زمینه‌های اجتماعی، فرهنگی، اقتصادی، سیاسی، فنی و زیبایی‌شناسی است. تاریخ طراحی همۀ اشیاء طراحی شده اعم از معماری، مُد، صنایع دستی، طراحی داخلی، منسوجات، طراحی گرافیک، طراحی صنعتی و طراحی محصول را هدف مطالعه خود قرار داده‌ است. نظریه‌پردازان طراحی، تکنیک‌های تاریخی را اصلاح می‌کنند و از این جنبه‌ها برای ایجاد تکنیک‌های پیچیده‌تر طراحی استفاده می‌کنند. این امر به عنوان ابزاری برای جنبه‌های آیندۀ بهتر طراحی عمل می‌کند.
تاریخ طراحی باید در واکنش به استقرار فرهنگ مادی، نقد ساختار «قهرمانی» رشتۀ خود را در برگیرد، همان‌ طور که تاریخ هنر باید به فرهنگ بصری پاسخ دهد (اگرچه فرهنگ بصری توانسته است حوزۀ موضوعی تاریخ هنر را از طریق ادغام رسانه‌های تلویزیونی، فیلم و رسانه‌های جدید گسترش دهد). تاریخ طراحی این کار را با تغییر تمرکز خود به سمت اعمال تولید و مصرف انجام داده‌ است. اعمال تولید و مصرف در تاریخ طراحی نتیجه رویکرد مدرنیستی بود که طراحان در قرن نوزدهم در پیش گرفتند. پیشا-سرمایه‌داری و فئودالیسم محرک‌های اصلی مدرنیسم بودند. آن‌ها ویژگی‌های سبکی و زیبایی‌شناسی را که به دلیل نفوذ نخبگان کوچک ثروتمند منحصر به فرد بود، تسهیل کردند.

## تاریخچۀ طراحی به عنوان جزئی از دوره‌های تمرین-محور بریتانیایی
تاریخچۀ طراحی همچنین به عنوان جزئی از بسیاری از دوره‌های تمرین-محور وجود دارد.
آموزش و مطالعۀ تاریخ طراحی در برنامه‌های هنر و طراحی در بریتانیا یکی از نتایج شورای ملی مشاورۀ آموزش هنر در دهۀ ۱۹۶۰ میلادی است. از جمله اهداف آن، تبدیل آموزش هنر و طراحی به عنوان یک فعالیت دانشگاهی مشروع بود که در پایان منظری تاریخی از آن معرفی شد. این امر مستلزم استخدام یا «خرید» متخصصانی از رشته‌های تاریخ هنر بود که منجر به شیوه‌ای خاص از ارائه شد: «مورخ‌های هنر به تنها روشی تدریس می‌کردند که مورخان هنر بلد بودند که چگونه آموزش دهند؛ چراغ‌ها را خاموش می‌کردند، پروژکتور اسلاید را روشن می‌کردند، اسلایدهایی از اشیاء هنری و طراحی را نشان می‌دادند، آن‌ها را مورد بحث و ارزیابی قرار می‌دادند و از دانشجویان (هنر و طراحی) می‌خواستند که – بر اساس قراردادهای علمی دانشگاه، مقاله بنویسند.»
بارزترین اثر رویکرد سنتی تاریخ طراحی به صورت متوالی است، که در آن X باعث Y و Y باعث Z می‌شود. این امر پیامدهای آموزشی دارد، زیرا درک این موضوع که ارزیابی مستلزم بازیابی دانش دریافتی مبتنی بر واقعیت است، دانشجویان را به نادیده انگاشتن بحث‌ها در مورد موقعیت‌های پیرامون ایجاد و دریافت طرح و تمرکز بر واقعیت‌های ساده‌ای مانند اینکه چه کسی، چه چیزی را و در چه زمانی طراحی کرده است، می‌کند.
این دیدگاه «قهرمانی/زیبایی‌شناختی» – این ایده که چند طراح بزرگ وجود دارند که باید بدون چون و چرا مورد مطالعه و احترام قرار گیرند – مسلماً دیدگاهی غیر واقعی از حرفه طراحی القاء می‌کند. اگرچه صنعت طراحی در ترویج دیدگاه قهرمانانه از تاریخ شریک بوده‌ است، تأسیس دولت بریتانیا برای مهارت‌های خلاقانه و فرهنگی منجر به درخواست‌ها برای کمتر «آکادمیک» شدن دوره‌های طراحی و هماهنگی بیشتر با «نیازهای» صنعت شده‌ است. تاریخ طراحی، به عنوان جزئی از دوره‌های طراحی، حداقل در بریتانیا در معرض تهدید فزآینده‌ای قرار دارد و استدلال شده‌ است که بقای آن به تمرکز بیشتر بر مطالعۀ فرآیندها و اثرات طراحی بستگی دارد تا زندگی خود طراحان.
در نهایت به نظر می‌رسد که تاریخ طراحی برای دوره‌های مبتنی بر عمل به سرعت در حال تبدیل شدن به شاخه‌ای از مطالعات اجتماعی و فرهنگی است و ریشه‌های تاریخی هنری خود را پشت سر می‌گذارد. این به بحث‌های زیادی منجر شده‌ است زیرا این دو روش رویکردها و فلسفه‌های آموزشی متمایزی را ایجاد می‌کنند.

### بحث دربارۀ شایستگی رویکردهای مختلف برای آموزش تاریخ طراحی در دوره‌های مبتنی بر عمل
بحث بر سر بهترین راه برای نزدیک شدن به آموزش تاریخ طراحی به دانشجویان تمرین-محور اغلب داغ است. قابل توجه است که بزرگترین فشار برای اتخاذ یک رویکرد «واقع بینانه» (یعنی غیر قهرمانانه و تجزیه و تحلیل تولید و همچنین مصرف طراحی که در غیر این صورت زودگذر تلقی می‌شود) از سوی معلمانی است که این برنامه‌ها را ارائه می‌دهند، در حالی که منتقدان عمدتاً کسانی هستند که تاریخ طراحی را با رویکردی متفاوت‌تر و جغرافیایی‌تر آموزش می‌دهند.
به نظر می‌رسد بزرگترین انتقاد از رویکرد «واقع بینانه» این است که ناشناس بودن را به طراحان تحمیل می‌کند، در حالی که استدلال مخالف این است که اکثریت قریب به اتفاق طراحان ناشناس هستند و این موارد استفاده و استفاده‌کنندگان از طراحی هستند که اهمیت بیشتری دارند.
ادبیات تحقیق نشان می‌دهد که برخلاف پیش‌بینی‌های منتقدان از مرگ تاریخ طراحی، این رویکرد واقع‌ بینانه سودمند است. بالدوین و مک‌لین در دانشگاه برایتون (در حال حاضر به ترتیب در دانشگاه داندی و کالج هنر ادینبورگ) گزارش کردند که ارقام حضور در دوره‌هایی که از این مدل استفاده می‌کردند به طرز چشمگیری افزایش یافته‌ است، و علاقه به این موضوع بهبود یافته است، همانند رِین در سنت مارتین مرکزی. این در مقایسه با میزان حضور کم و نمرات پایین دانشجویان مبتنی بر تمرین که با مدل «مرگ توسط نمایش اسلاید» مواجه هستند مقایسه می‌شود.

## تاریخچه طراحی از دیدگاه جهانی
ظهور فرهنگ‌های غربی در قرن نوزدهم میلادی، ایدۀ داشتن تمدن اروپایی را از نظر فرهنگی پیشرفته تسهیل کرد و فرهنگ‌های غیرغربی را با نشان دادن آن‌ها به عنوان فرهنگ‌های بدون تاریخ نادیده گرفت. دیدگاه جهانی تاریخ طراحی به این معنی است که درک تاریخ طراحی از یک زمینۀ جهانی رشد داشته‌ است. این بدان معناست که درک متفاوتی از تاریخ طراحی و تصدیق فرآیندها، تولید و مصرف آن بر اساس زمینه‌های فرهنگی مختلف وجود دارد. این امر از طریق چیزی که جهانی‌سازی نامیده می‌شود انجام شد. یکی از راه‌هایی که این امر را انجام پذیر ساخت، استفاده از دانش مدرنیستی موجود از اروپا و مطابقت دادن فرآیندها، تولید و مصرف با استانداردهای فرهنگ‌های مختلف بود. مشکل این ایده این است که فرض می‌کند تنها یک روایت از تاریخ طراحی با محدود کردن آن به مکان و زمان خاصی وجود دارد. جهانی‌سازی تاریخ طراحی همچنین به معنای رایج کردن سایر اشکال طراحی است که ممکن است در کشورهای غربی به عنوان طراحی به حساب نیاید. این به معنای فراتر رفتن از رویکردهای مدرنیستی و تصدیق اشکال دیگر طراحی غیر از آن‌هایی است که بر اساس درک اروپایی از تولید و مصرف است. چنین شیوه‌هایی تضمین می‌کند که تاریخ طراحی از فرهنگ‌های مختلف به رسمیت شناخته می‌شود و به همان اندازۀ غرب با آن رفتار می‌شود.
جهانی شدن همچنین به این معناست که تاریخ طراحی دیگر تنها از منظر تولید و مصرف نگریسته نمی‌شود، بلکه اکنون در دریچۀ نظریه‌ها، سیاست‌ها، برنامه‌های اجتماعی، نظرات و سیستم‌های سازمانی نیز درک می‌شود. این منظر اجازه می‌دهد تا اذعان کنیم که طراحی نه تنها به محصولات مادی یا سه‌بعدی مربوط می‌شود، بلکه طیف وسیعی از مصنوعات را نیز شامل می‌شود. برخی از این مصنوعات ممکن است درک تاریخ طراحی به عنوان ویژگی‌ای باشد که به انسان تاریخچه‌ای از ایده‌ها در مورد نحوۀ زندگی و تعامل با یکدیگر می‌دهد. جنبه‌هایی مانند کار گروهی، سبک مدیریت و قدردانی از انواع مختلف خلاقیت، همگی نمونه‌هایی از تاریخ طراحی هستند که هنر زندگی و تعامل با یکدیگر را نشان می‌دهند. تنوع به عنوان شکلی از تکنیک طراحی عمل می‌کند که برای تسهیل خلاقیت استفاده می‌شود. داشتن نظرات و دیدگاه‌های متنوع امکان تضاد در نظرات را فراهم می‌کند که همچنین خلاقیت را افزایش می‌دهد و به ایجاد دانش جدید کمک می‌کند. تاریخچۀ طراحی و مطالعات طراحی چینی این رویکرد را با تنوع بخشیدن به رویکرد خود در طراحی اتخاذ کرده‌ است. آن‌ها تمدن‌های چینی را در نظر می‌گیرند که شامل تاریخچۀ هنر، صنایع دستی و فلسفۀ آن و همچنین ترکیب فن‌آوری‌های غربی و ساختارهای بازاریابی است. از سوی دیگر، مکان‌هایی در جنوب آفریقا از تکنیک‌های طراحی به عنوان نوعی ارتباط اجتماعی استفاده کرده‌اند. این نواحی از نقاشی‌های صخره‌ای به عنوان نوعی ارتباط استفاده می‌کردند و این ارتباطات با توسعۀ تابلوها و حروف الفبا شروع به پیشرفت کرد.

## موزه‌ها
- موزهٔ طراحی، لندن، بریتانیا.  وبگاه رسمی.
- موزهٔ وی‌اندای، لندن، بریتانیا.  وبگاه رسمی.
- موزۀ طراحی ملی کوپر هویت، موزهٔ اسمیتسونیان، نیویورک، ایالات متحدۀ آمریکا.  وبگاه رسمی.